# Seiji Ueda
| acreditado por MPC, según agosto de 2016 |

Seiji Ueda (上田 清二 Ueda Seiji?,  nacido en 1952) Es un prolífico astrónomo japonés, descubridor de planetas menores. Entre 1987 y el año 2000, Ueda (con la colaboración de Hiroshi Kaneda) descubrió 705 asteroides.
El asteroide (4676) Uedaseiji del interior del cinturón principal de asteroides, fue descubierto en 1990, y nombrado por él.

## Lista de planetoides descubiertos
Categoría:Objetos astronómicos descubiertos por Seiji Ueda
| (3720) Hokkaido      | 28 de octubre de 1987    |
| (4000) Hipparchus    | 4 de enero de 1989       |
| (4096) Kushiro       | 15 de noviembre de 1987  |
| (4127) Kyogoku       | 25 de enero de 1988      |
| (4155) Watanabe      | 25 de octubre de 1987    |
| (4215) Kamo          | 14 de noviembre de 1987  |
| (4260) Yanai         | 4 de enero de 1989       |
| (4282) Endate        | 28 de octubre de 1987    |
| (4284) Kaho          | 16 de marzo de 1988      |
| (4343) Tetsuya       | 10 de enero de 1988      |
| (4350) Shibecha      | 26 de octubre de 1989    |
| (4410) Kamuimintara  | 17 de diciembre de 1989  |
| (4454) Kumiko        | 2 de noviembre de 1988   |
| (4455) Ruriko        | 2 de diciembre de 1988   |
| (4494) Marimo        | 13 de octubre de 1988    |
| (4500) Pascal        | 3 de febrero de 1989     |
| (4631) Yabu          | 22 de noviembre de 1987  |
| (4672) Takuboku      | 17 de abril de 1988      |
| (4719) Burnaby       | 21 de noviembre de 1990  |
| (4720) Tottori       | 19 de diciembre de 1990  |
| (4747) Jujo          | 19 de noviembre de 1989  |
| (4774) Hobetsu       | 14 de febrero de 1991    |
| (4842) Atsushi       | 21 de noviembre de 1989  |
| (4844) Matsuyama     | 23 de enero de 1991      |
| (4863) Yasutani      | 13 de noviembre de 1987  |
| (5005) Kegler        | 16 de octubre de 1988    |
| (5035) Swift         | 18 de octubre de 1991    |
| (5036) Tuttle        | 31 de octubre de 1991    |
| (5060) Yoneta        | 24 de enero de 1988      |
| (5070) Arai          | 9 de diciembre de 1991   |
| (5112) Kusaji        | 23 de septiembre de 1987 |
| (5114) Yezo          | 15 de febrero de 1988    |
| (5125) Okushiri      | 10 de febrero de 1989    |
| (5135) Nibutani      | 16 de octubre de 1990    |
| (5140) Kida          | 8 de diciembre de 1990   |
| (5146) Moiwa         | 28 de enero de 1992      |
| (5147) Maruyama      | 28 de enero de 1992      |
| (5172) Yoshiyuki     | 28 de octubre de 1987    |
| (5176) Yoichi        | 4 de enero de 1989       |
| (5190) Fry           | 16 de octubre de 1990    |
| (5191) Paddack       | 13 de noviembre de 1990  |
| (5193) Tanakawataru  | 7 de marzo de 1992       |
| (5205) Servián       | 11 de febrero de 1988    |
| (5212) Celiacruz     | 29 de septiembre de 1989 |
| (5241) Beeson        | 23 de diciembre de 1990  |
| (5328) Nisiyamakoiti | 26 de octubre de 1989    |
| (5354) Hisayo        | 30 de enero de 1990      |
| (5355) Akihiro       | 3 de febrero de 1991     |
| (5358) 1992 QH2      | 26 de agosto de 1992     |
| (5371) 1987 VG1      | 15 de noviembre de 1987  |

| (5373) 1988 VV3       | 14 de noviembre de 1988  |
| (5376) 1990 DD2       | 16 de febrero de 1990    |
| (5398) 1989 AK1       | 13 de enero de 1989      |
| (5400) 1989 CM2       | 4 de febrero de 1989     |
| (5407) 1992 AX        | 4 de enero de 1992       |
| (5429) 1988 BZ1       | 25 de enero de 1988      |
| (5449) 1992 US5       | 28 de octubre de 1992    |
| (5472) 1988 RR2       | 13 de septiembre de 1988 |
| (5480) 1989 YK8       | 23 de diciembre de 1989  |
| (5486) 1991 UT2       | 31 de octubre de 1991    |
| (5487) 1991 UM4       | 18 de octubre de 1991    |
| (5527) 1991 UQ3       | 31 de octubre de 1991    |
| (5528) 1992 AJ2       | 2 de enero de 1992       |
| (5556) 1988 AL2       | 15 de enero de 1988      |
| (5562) 1991 VS2       | 4 de noviembre de 1991   |
| (5563) 1991 VZ1       | 9 de noviembre de 1991   |
| (5564) 1991 VH2       | 9 de noviembre de 1991   |
| (5566) 1991 VY3       | 11 de noviembre de 1991  |
| (5599) 1991 SG1       | 29 de septiembre de 1991 |
| (5600) 1991 UY2       | 18 de octubre de 1991    |
| (5601) 1991 VR2       | 4 de noviembre de 1991   |
| (5602) 1991 VM1       | 4 de noviembre de 1991   |
| (5607) 1993 EN2       | 12 de marzo de 1993      |
| 5608 Olmos            | 12 de marzo de 1993      |
| (5646) 1990 TR        | 11 de octubre de 1990    |
| (5690) 1992 EU2       | 7 de marzo de 1992       |
| (5729) 1988 TA1       | 13 de octubre de 1988    |
| (5733) 1989 AQ2       | 4 de enero de 1989       |
| (5754) 1992 FR2       | 24 de marzo de 1992      |
| (5779) Schupmann      | 23 de enero de 1990      |
| (5787) 1992 FA1       | 26 de marzo de 1992      |
| (5814) 1988 XW1       | 11 de diciembre de 1988  |
| (5826) Bradstreet     | 16 de febrero de 1990    |
| (5831) Dizzy          | 4 de mayo de 1991        |
| (5834) 1992 SZ14      | 28 de septiembre de 1992 |
| (5853) 1992 QG2       | 26 de agosto de 1992     |
| (5854) 1992 UP2       | 19 de octubre de 1992    |
| (5856) 1994 AL2       | 5 de enero de 1994       |
| (5880) 1992 MA2       | 22 de junio de 1992      |
| (5903) 1989 AN1       | 6 de enero de 1989       |
| (5911) 1989 WO7       | 25 de noviembre de 1989  |
| (5921) 1992 UL2       | 19 de octubre de 1992    |
| (5925) 1994 CP1       | 5 de febrero de 1994     |
| (5974) 1991 UZ2       | 31 de octubre de 1991    |
| (5979) 1992 XF{{{2}}} | 15 de diciembre de 1992  |
| (5980) 1993 FP2       | 26 de marzo de 1993      |
| (6003) 1988 VO1       | 2 de noviembre de 1988   |
| (6004) 1988 XY1       | 11 de diciembre de 1988  |
| (6005) 1989 BD2       | 29 de enero de 1989      |
| (6007) Billevans      | 28 de enero de 1990      |

| (6008) 1990 BF2   | 30 de enero de 1990     |
| (6028) 1994 ER1   | 11 de marzo de 1994     |
| (6048) 1991 UC1   | 18 de octubre de 1991   |
| (6095) 1991 UU2   | 18 de octubre de 1991   |
| (6096) 1991 UB2   | 29 de octubre de 1991   |
| (6103) 1993 HV2   | 16 de abril de 1993     |
| (6125) 1989 CN2   | 4 de febrero de 1989    |
| (6159) 1991 YH2   | 30 de diciembre de 1991 |
| (6196) 1991 UO4   | 28 de octubre de 1991   |
| (6207) Bourvil    | 24 de enero de 1988     |
| (6235) Burney     | 14 de noviembre de 1987 |
| (6253) 1992 FJ2   | 24 de marzo de 1992     |
| (6254) 1993 UM3   | 20 de octubre de 1993   |
| (6272) 1992 EB2   | 2 de marzo de 1992      |
| (6297) 1988 VZ1   | 2 de noviembre de 1988  |
| (6303) 1989 EL2   | 12 de marzo de 1989     |
| (6315) 1990 TS2   | 11 de octubre de 1990   |
| (6331) 1992 FZ1   | 28 de marzo de 1992     |
| (6341) 1993 UN3   | 20 de octubre de 1993   |
| (6342) 1993 VG2   | 7 de noviembre de 1993  |
| (6343) 1993 VK2   | 7 de noviembre de 1993  |
| (6344) 1993 VM2   | 7 de noviembre de 1993  |
| (6347) 1995 BM4   | 28 de enero de 1995     |
| (6348) 1995 CH1   | 3 de febrero de 1995    |
| (6387) 1989 WC2   | 19 de noviembre de 1989 |
| (6388) 1989 WL1   | 25 de noviembre de 1989 |
| (6415) 1993 VR3   | 11 de noviembre de 1993 |
| (6421) 1993 XS1   | 6 de diciembre de 1993  |
| (6425) 1994 WZ3   | 28 de noviembre de 1994 |
| (6427) 1995 FY2   | 28 de marzo de 1995     |
| (6495) 1992 UB1   | 19 de octubre de 1992   |
| (6502) 1993 XR1   | 6 de diciembre de 1993  |
| (6503) 1994 CP2   | 4 de febrero de 1994    |
| (6513) 1987 UW1   | 28 de octubre de 1987   |
| (6568) Serendip   | 21 de febrero de 1993   |
| (6601) 1988 XK1   | 7 de diciembre de 1988  |
| (6609) 1992 BN2   | 28 de enero de 1992     |
| (6662) 1993 BP13  | 22 de enero de 1993     |
| (6668) 1994 GY8   | 11 de abril de 1994     |
| (6724) 1991 CX5   | 4 de febrero de 1991    |
| (6728) 1991 UM2   | 18 de octubre de 1991   |
| (6732) 1992 CG1   | 8 de febrero de 1992    |
| (6733) 1992 EF2   | 2 de marzo de 1992      |
| (6734) Benzenberg | 23 de marzo de 1992     |
| (6791) 1991 UC2   | 29 de octubre de 1991   |
| (6803) 1995 UK7   | 27 de octubre de 1995   |
| (6831) 1991 UM1   | 28 de octubre de 1991   |
| (6840) 1995 WW5   | 18 de noviembre de 1995 |
| (6872) 1993 CN1   | 15 de febrero de 1993   |
| (6921) Janejacobs | 14 de mayo de 1993      |

| (6926) 1994 RO11   | 1 de septiembre de 1994  |
| (6930) 1994 VJ3    | 7 de noviembre de 1994   |
| (6934) 1994 YN2    | 25 de diciembre de 1994  |
| (6957) 1988 HA2    | 16 de abril de 1988      |
| (6958) 1988 TX1    | 13 de octubre de 1988    |
| (6968) 1991 VX3    | 11 de noviembre de 1991  |
| (6973) Karajan     | 27 de abril de 1992      |
| (6985) 1994 UF2    | 31 de octubre de 1994    |
| (6988) 1994 WE3    | 28 de noviembre de 1994  |
| (6993) 1995 BJ4    | 28 de enero de 1995      |
| (6994) 1995 BV4    | 28 de enero de 1995      |
| (7018) 1992 DF2    | 25 de febrero de 1992    |
| (7022) 1992 JN4    | 2 de mayo de 1992        |
| (7033) 1994 WN2    | 28 de noviembre de 1994  |
| (7034) 1994 YT2    | 25 de diciembre de 1994  |
| (7063) Johnmichell | 18 de octubre de 1991    |
| (7069) 1994 YG2    | 30 de diciembre de 1994  |
| (7070) 1994 YO2    | 25 de diciembre de 1994  |
| (7071) 1995 BH4    | 28 de enero de 1995      |
| (7089) 1992 FX1    | 23 de marzo de 1992      |
| (7129) 1991 VE1    | 4 de noviembre de 1991   |
| (7138) 1994 AK15   | 15 de enero de 1994      |
| (7185) 1991 VN1    | 4 de noviembre de 1991   |
| (7243) 1990 VV3    | 12 de noviembre de 1990  |
| (7255) 1993 VY1    | 11 de noviembre de 1993  |
| (7282) 1989 BC2    | 29 de enero de 1989      |
| (7295) Brozovic    | 22 de junio de 1992      |
| (7302) 1993 CQ2    | 10 de febrero de 1993    |
| (7303) 1993 FS1    | 25 de marzo de 1993      |
| (7312) 1996 AT3    | 13 de enero de 1996      |
| (7340) 1991 UA2    | 29 de octubre de 1991    |
| (7347) 1993 EW2    | 12 de marzo de 1993      |
| (7352) 1994 CO     | 4 de febrero de 1994     |
| (7357) 1995 UJ7    | 27 de octubre de 1995    |
| (7405) 1988 FF2    | 16 de marzo de 1988      |
| (7406) 1988 TD2    | 3 de octubre de 1988     |
| (7407) 1988 TL2    | 3 de octubre de 1988     |
| (7444) 1996 TM10   | 9 de octubre de 1996     |
| (7467) 1989 WQ1    | 25 de noviembre de 1989  |
| (7479) 1994 EC1    | 4 de marzo de 1994       |
| (7503) 1996 VJ38   | 7 de noviembre de 1996   |
| (7535) 1995 WU2    | 16 de noviembre de 1995  |
| (7539) 1996 XS32   | 6 de diciembre de 1996   |
| (7540) 1997 AK21   | 9 de enero de 1997       |
| (7567) 1988 TC1    | 13 de octubre de 1988    |
| (7591) 1992 WG3    | 18 de noviembre de 1992  |
| (7598) 1994 CS2    | 4 de febrero de 1994     |
| (7601) 1994 US1    | 25 de octubre de 1994    |
| (7606) 1995 SV2    | 20 de septiembre de 1995 |
| (7612) 1996 CN2    | 12 de febrero de 1996    |

| (7615) 1996 TA11    | 9 de octubre de 1996    |
| (7617) 1996 VF30    | 7 de noviembre de 1996  |
| (7642) 1988 TZ2     | 13 de octubre de 1988   |
| (7653) 1991 UV2     | 18 de octubre de 1991   |
| (7654) 1991 VV3     | 11 de noviembre de 1991 |
| (7658) 1993 BM12    | 22 de enero de 1993     |
| (7659) 1993 CP1     | 15 de febrero de 1993   |
| (7685) 1997 EP17    | 1 de marzo de 1997      |
| (7708) Fennimore    | 11 de abril de 1994     |
| (7751) 1988 UA2     | 16 de octubre de 1988   |
| (7777) Consadole    | 15 de febrero de 1993   |
| (7834) 1993 JL2     | 14 de mayo de 1993      |
| (7843) 1994 YE1     | 22 de diciembre de 1994 |
| (7875) 1991 ES1     | 7 de marzo de 1991      |
| (7876) 1991 VW3     | 11 de noviembre de 1991 |
| (7930) 1987 VD2     | 15 de noviembre de 1987 |
| (7951) 1992 WC2     | 18 de noviembre de 1992 |
| (7962) 1994 WG3     | 28 de noviembre de 1994 |
| (8031) Williamdana  | 7 de marzo de 1992      |
| (8032) Michaeladams | 8 de marzo de 1992      |
| (8033) 1992 FY1     | 26 de marzo de 1992     |
| (8042) 1994 AX2     | 12 de enero de 1994     |
| (8095) 1992 WS2     | 18 de noviembre de 1992 |
| (8105) 1994 WH2     | 28 de noviembre de 1994 |
| (8177) 1992 BO2     | 28 de enero de 1992     |
| (8183) 1992 UE3     | 22 de octubre de 1992   |
| (8184) Luderic      | 16 de noviembre de 1992 |
| (8185) 1992 WR2     | 18 de noviembre de 1992 |
| (8198) 1993 VE2     | 11 de noviembre de 1993 |
| (8211) 1995 EB1     | 5 de marzo de 1995      |
| (8285) 1991 UK3     | 31 de octubre de 1991   |
| (8293) 1992 UQ2     | 19 de octubre de 1992   |
| (8352) 1989 GE2     | 6 de abril de 1989      |
| (8359) 1989 WD2     | 19 de noviembre de 1989 |
| (8372) 1991 VC2     | 9 de noviembre de 1991  |
| (8385) 1993 AN2     | 13 de enero de 1993     |
| (8410) Hiroakiohno  | 24 de agosto de 1996    |
| (8413) Kawakami     | 9 de octubre de 1996    |
| (8414) Atsuko       | 9 de octubre de 1996    |
| (8416) Okada        | 3 de noviembre de 1996  |
| (8419) Terumikazumi | 7 de noviembre de 1996  |
| (8504) 1990 YC2     | 17 de diciembre de 1990 |
| (8505) 1990 YK2     | 19 de diciembre de 1990 |
| (8508) 1991 CU1     | 14 de febrero de 1991   |
| (8517) 1992 BB5     | 28 de enero de 1992     |
| (8542) 1993 VB2     | 11 de noviembre de 1993 |
| (8547) 1994 CQ2     | 4 de febrero de 1994    |
| (8570) 1996 TN10    | 9 de octubre de 1996    |
| (8576) 1996 VN8     | 7 de noviembre de 1996  |
| (8645) 1988 TN2     | 5 de octubre de 1988    |

| (8646) 1988 TB1  | 13 de octubre de 1988    |
| (8662) 1990 UT10 | 22 de octubre de 1990    |
| (8674) 1991 VA1  | 4 de noviembre de 1991   |
| (8675) 1991 YZ2  | 30 de diciembre de 1991  |
| (8692) 1992 WH2  | 16 de noviembre de 1992  |
| (8694) 1993 CO2  | 10 de febrero de 1993    |
| (8727) 1996 VZ7  | 3 de noviembre de 1996   |
| (8840) 1989 WT2  | 20 de noviembre de 1989  |
| (8848) 1990 VK1  | 12 de noviembre de 1990  |
| (8863) 1991 UV2  | 31 de octubre de 1991    |
| (8908) 1995 WY6  | 18 de noviembre de 1995  |
| (8910) 1995 WV42 | 25 de noviembre de 1995  |
| (8920) 1996 VZ29 | 7 de noviembre de 1996   |
| (8921) 1996 VH30 | 7 de noviembre de 1996   |
| (8938) 1997 AF21 | 9 de enero de 1997       |
| (9051) 1991 UG3  | 31 de octubre de 1991    |
| (9065) 1993 FN1  | 25 de marzo de 1993      |
| (9086) 1995 SA3  | 20 de septiembre de 1995 |
| (9095) 1995 WT2  | 16 de noviembre de 1995  |
| (9169) 1988 TL1  | 13 de octubre de 1988    |
| (9170) 1988 TG5  | 3 de octubre de 1988     |
| (9192) 1992 AR1  | 14 de enero de 1992      |
| (9199) 1993 FO1  | 25 de marzo de 1993      |
| (9209) 1994 UK1  | 25 de octubre de 1994    |
| (9210) 1995 BW2  | 27 de enero de 1995      |
| (9213) 1995 UX5  | 21 de octubre de 1995    |
| (9214) 1995 UC6  | 21 de octubre de 1995    |
| (9311) 1987 UV1  | 25 de octubre de 1987    |
| (9312) 1987 VE2  | 15 de noviembre de 1987  |
| (9324) 1989 CH4  | 7 de febrero de 1989     |
| (9352) 1991 UB4  | 31 de octubre de 1991    |
| (9354) 1991 VF7  | 11 de noviembre de 1991  |
| (9355) 1991 XO2  | 5 de diciembre de 1991   |
| (9363) 1992 GR2  | 3 de abril de 1992       |
| (9402) 1994 UN1  | 25 de octubre de 1994    |
| (9404) 1994 UQ11 | 26 de octubre de 1994    |
| (9406) 1994 WG2  | 28 de noviembre de 1994  |
| (9412) 1995 GZ8  | 4 de abril de 1995       |
| (9597) 1991 UF2  | 18 de octubre de 1991    |
| (9598) 1991 UQ2  | 18 de octubre de 1991    |
| (9600) 1991 UB3  | 31 de octubre de 1991    |
| (9601) 1991 UE3  | 18 de octubre de 1991    |
| (9603) 1991 VG2  | 9 de noviembre de 1991   |
| (9606) 1992 BZ2  | 28 de enero de 1992      |
| (9625) 1993 HF2  | 16 de abril de 1993      |
| (9652) 1996 AF2  | 12 de enero de 1996      |
| (9659) 1996 EJ2  | 10 de marzo de 1996      |
| (9747) 1989 AT2  | 4 de enero de 1989       |
| (9776) 1993 VL3  | 11 de noviembre de 1993  |
| (9779) 1994 RA11 | 1 de septiembre de 1994  |

| (9787) 1995 BA3   | 27 de enero de 1995      |
| (9789) 1995 GO7   | 4 de abril de 1995       |
| (9798) 1996 JK2   | 8 de mayo de 1996        |
| (9868) 1991 VP1   | 4 de noviembre de 1991   |
| (9889) 1995 FG1   | 28 de marzo de 1995      |
| (9890) 1995 SY2   | 20 de septiembre de 1995 |
| (9953) 1991 EB2   | 7 de marzo de 1991       |
| (9958) 1991 VL1   | 4 de noviembre de 1991   |
| (9959) 1991 VF2   | 9 de noviembre de 1991   |
| (9961) 1991 XK2   | 4 de diciembre de 1991   |
| (10077) 1989 UL1  | 26 de octubre de 1989    |
| (10118) 1992 UK1  | 19 de octubre de 1992    |
| (10156) 1994 VQ7  | 7 de noviembre de 1994   |
| (10196) 1996 TJ15 | 9 de octubre de 1996     |
| (10225) 1997 VQ1  | 1 de noviembre de 1997   |
| (10228) 1997 VY8  | 1 de noviembre de 1997   |
| (10240) 1998 VW34 | 12 de noviembre de 1998  |
| (10329) 1991 GJ1  | 11 de abril de 1991      |
| (10360) 1993 VN2  | 7 de noviembre de 1993   |
| (10362) 1994 UC2  | 31 de octubre de 1994    |
| (10384) 1996 TQ10 | 9 de octubre de 1996     |
| (10398) 1997 UP8  | 23 de octubre de 1997    |
| (10406) 1997 WZ29 | 24 de noviembre de 1997  |
| (10517) 1990 BH1  | 28 de enero de 1990      |
| (10528) 1990 VX3  | 12 de noviembre de 1990  |
| (10530) 1991 EA2  | 7 de marzo de 1991       |
| (10539) 1991 VH4  | 9 de noviembre de 1991   |
| (10597) 1996 TR10 | 9 de octubre de 1996     |
| (10599) 1996 TK15 | 9 de octubre de 1996     |
| (10600) 1996 TK48 | 9 de octubre de 1996     |
| (10752) 1989 WJ1  | 25 de noviembre de 1989  |
| (10772) 1990 YM2  | 23 de diciembre de 1990  |
| (10788) 1991 UC2  | 18 de octubre de 1991    |
| (10790) 1991 XS2  | 5 de diciembre de 1991   |
| (10833) 1993 VJ4  | 11 de noviembre de 1993  |
| (10842) 1994 UY1  | 31 de octubre de 1994    |
| (10843) 1994 YF2  | 30 de diciembre de 1994  |
| (10846) 1995 AW2  | 2 de enero de 1995       |
| (10903) 1997 WA30 | 24 de noviembre de 1997  |
| (11044) 1990 DV2  | 28 de febrero de 1990    |
| (11053) 1991 CQ6  | 3 de febrero de 1991     |
| (11068) 1992 EA2  | 2 de marzo de 1992       |
| (11077) 1992 WB2  | 18 de noviembre de 1992  |
| (11078) 1992 WH2  | 18 de noviembre de 1992  |
| (11116) 1996 EK2  | 10 de marzo de 1996      |
| (11125) 1996 TL10 | 9 de octubre de 1996     |
| (11130) 1996 VA30 | 7 de noviembre de 1996   |
| (11131) 1996 VO30 | 7 de noviembre de 1996   |
| (11168) 1998 FO15 | 21 de marzo de 1998      |
| (11276) 1988 TM1  | 13 de octubre de 1988    |

| (11293) 1991 XL2  | 4 de diciembre de 1991   |
| (11300) 1992 WG2  | 18 de noviembre de 1992  |
| (11347) 1997 AG21 | 9 de enero de 1997       |
| (11386) 1998 TA18 | 12 de octubre de 1998    |
| (11391) 1998 VA35 | 12 de noviembre de 1998  |
| (11482) 1988 BW2  | 25 de enero de 1988      |
| (11489) 1988 SN2  | 22 de septiembre de 1988 |
| (11490) 1988 TE2  | 3 de octubre de 1988     |
| (11491) 1988 VT2  | 8 de noviembre de 1988   |
| (11502) 1989 WU2  | 21 de noviembre de 1989  |
| (11526) 1991 UL3  | 31 de octubre de 1991    |
| (11529) 1992 BJ1  | 28 de enero de 1992      |
| (11536) 1992 FZ2  | 26 de marzo de 1992      |
| (11541) 1992 SY14 | 28 de septiembre de 1992 |
| (11555) 1993 CR1  | 15 de febrero de 1993    |
| (11556) 1993 DV2  | 21 de febrero de 1993    |
| (11586) 1994 UA2  | 31 de octubre de 1994    |
| (11587) 1994 UH2  | 31 de octubre de 1994    |
| (11590) 1994 WH3  | 28 de noviembre de 1994  |
| (11594) 1995 HP2  | 27 de abril de 1995      |
| (11617) 1996 CL2  | 12 de febrero de 1996    |
| (11619) 1996 GG17 | 13 de abril de 1996      |
| (11629) 1996 VY29 | 7 de noviembre de 1996   |
| (11635) 1996 XQ32 | 6 de diciembre de 1996   |
| (11658) 1997 EQ17 | 1 de marzo de 1997       |
| (11872) 1989 WR2  | 20 de noviembre de 1989  |
| (11940) 1993 GR2  | 15 de abril de 1993      |
| (11971) 1994 UJ2  | 31 de octubre de 1994    |
| (11990) 1995 WM6  | 21 de noviembre de 1995  |
| (12000) 1996 CK2  | 12 de febrero de 1996    |
| (12250) 1988 TT2  | 13 de octubre de 1988    |
| (12307) 1991 UA2  | 18 de octubre de 1991    |
| (12315) 1992 FA2  | 28 de marzo de 1992      |
| (12333) 1992 WJ2  | 18 de noviembre de 1992  |
| (12370) Kageyasu  | 11 de abril de 1994      |
| (12422) 1995 US8  | 27 de octubre de 1995    |
| (12764) 1993 VA2  | 11 de noviembre de 1993  |
| (12765) 1993 VA3  | 11 de noviembre de 1993  |
| (13026) 1989 CX2  | 7 de febrero de 1989     |
| (13056) 1990 VN1  | 12 de noviembre de 1990  |
| (13075) 1991 UN1  | 28 de octubre de 1991    |
| (13076) 1991 VT3  | 11 de noviembre de 1991  |
| (13095) 1992 WY1  | 18 de noviembre de 1992  |
| (13119) 1993 VD4  | 11 de noviembre de 1993  |
| (13136) 1994 UJ1  | 25 de octubre de 1994    |
| (13137) 1994 UT1  | 26 de octubre de 1994    |
| (13142) 1994 YM2  | 25 de diciembre de 1994  |
| (13165) 1995 WS1  | 16 de noviembre de 1995  |
| (13166) 1995 WU1  | 16 de noviembre de 1995  |
| (13364) 1998 UK20 | 20 de octubre de 1998    |

| (13378) 1998 VF35 | 12 de noviembre de 1998  |
| (13502) 1987 WD2  | 17 de noviembre de 1987  |
| (13518) 1990 VL1  | 12 de noviembre de 1990  |
| (13541) 1991 VP3  | 4 de noviembre de 1991   |
| (13548) 1992 ER1  | 8 de marzo de 1992       |
| (13566) 1992 UM9  | 19 de octubre de 1992    |
| (13611) 1994 UM1  | 25 de octubre de 1994    |
| (13612) 1994 UQ1  | 25 de octubre de 1994    |
| (13613) 1994 UA3  | 26 de octubre de 1994    |
| (13632) 1995 WP8  | 18 de noviembre de 1995  |
| (13634) 1995 WY41 | 16 de noviembre de 1995  |
| (13639) 1996 EG2  | 10 de marzo de 1996      |
| (13783) 1998 UJ20 | 20 de octubre de 1998    |
| (13802) 1998 WR3  | 18 de noviembre de 1998  |
| (13971) 1991 UF1  | 18 de octubre de 1991    |
| (13972) 1991 UN3  | 31 de octubre de 1991    |
| (13973) 1991 UZ3  | 31 de octubre de 1991    |
| (13985) 1992 UH3  | 22 de octubre de 1992    |
| (13986) 1992 WA4  | 21 de noviembre de 1992  |
| (13987) 1992 WK9  | 16 de noviembre de 1992  |
| (14030) 1994 UP1  | 25 de octubre de 1994    |
| (14038) 1995 HR2  | 27 de abril de 1995      |
| (14368) 1988 TK2  | 3 de octubre de 1988     |
| (14369) 1988 UV2  | 18 de octubre de 1988    |
| (14375) 1989 SU2  | 29 de septiembre de 1989 |
| (14410) 1991 RR1  | 7 de septiembre de 1991  |
| (14415) 1991 RQ7  | 13 de septiembre de 1991 |
| (14427) 1991 VJ2  | 9 de noviembre de 1991   |
| (14448) 1992 VQ2  | 2 de noviembre de 1992   |
| (14450) 1992 WZ1  | 18 de noviembre de 1992  |
| (14451) 1992 WR5  | 27 de noviembre de 1992  |
| (14490) 1994 US2  | 31 de octubre de 1994    |
| (14494) 1994 YJ2  | 30 de diciembre de 1994  |
| (14496) 1995 BK4  | 28 de enero de 1995      |
| (14503) 1995 WW42 | 25 de noviembre de 1995  |
| (14556) 1997 VN1  | 1 de noviembre de 1997   |
| (14633) 1998 VY34 | 12 de noviembre de 1998  |
| (14640) 1998 WF4  | 18 de noviembre de 1998  |
| (14641) 1998 WC6  | 18 de noviembre de 1998  |
| (14841) 1988 TU2  | 13 de octubre de 1988    |
| (14842) 1988 TN1  | 13 de octubre de 1988    |
| (14844) 1988 VT3  | 14 de noviembre de 1988  |
| (14859) 1989 WU1  | 25 de noviembre de 1989  |
| (14903) 1993 DF2  | 25 de febrero de 1993    |
| (14930) 1994 WL3  | 28 de noviembre de 1994  |
| (14950) 1996 BE2  | 18 de enero de 1996      |
| (14984) 1997 TN26 | 11 de octubre de 1997    |
| (14997) 1997 VD4  | 1 de noviembre de 1997   |
| (15035) 1998 WS3  | 18 de noviembre de 1998  |
| (15154) 2000 FW30 | 27 de marzo de 2000      |

| (15163) 2000 GB4  | 2 de abril de 2000       |
| (15247) 1989 WS2  | 20 de noviembre de 1989  |
| (15291) 1991 VO1  | 4 de noviembre de 1991   |
| (15292) 1991 VD2  | 9 de noviembre de 1991   |
| (15293) 1991 VO3  | 4 de noviembre de 1991   |
| (15306) 1992 WK2  | 18 de noviembre de 1992  |
| (15349) 1994 UX1  | 31 de octubre de 1994    |
| (15709) 1988 XH1  | 7 de diciembre de 1988   |
| (15754) 19922 EP  | 7 de marzo de 1992       |
| (15823) 1994 UO1  | 25 de octubre de 1994    |
| (15842) 1995 SX2  | 20 de septiembre de 1995 |
| (15871) 1996 QX1  | 24 de agosto de 1996     |
| (15876) 1996 VO38 | 12 de noviembre de 1996  |
| (15942) 1997 YZ16 | 23 de diciembre de 1997  |
| (16420) 1987 UN1  | 28 de octubre de 1987    |
| (16433) 1988 VX2  | 8 de noviembre de 1988   |
| (16457) 1989 VF2  | 2 de noviembre de 1989   |
| (16461) 1990 BO2  | 21 de enero de 1990      |
| (16554) 1991 UE2  | 29 de octubre de 1991    |
| (16556) 1991 VQ1  | 4 de noviembre de 1991   |
| (16557) 1991 VE2  | 9 de noviembre de 1991   |
| (16571) 1992 EE2  | 2 de marzo de 1992       |
| (16579) 1992 GO2  | 3 de abril de 1992       |
| (16600) 1993 DQ2  | 21 de febrero de 1993    |
| (16601) 1993 FQ1  | 25 de marzo de 1993      |
| (16627) 1993 JK2  | 14 de mayo de 1993       |
| (16661) 1993 VS1  | 11 de noviembre de 1993  |
| (16662) 1993 VU1  | 11 de noviembre de 1993  |
| (16663) 1993 VG4  | 11 de noviembre de 1993  |
| (16721) 1995 WF3  | 16 de noviembre de 1995  |
| (16735) 1996 JJ2  | 8 de mayo de 1996        |
| (16762) 1996 TK10 | 9 de octubre de 1996     |
| (16776) 1996 VA8  | 3 de noviembre de 1996   |
| (17432) 1989 SR2  | 29 de septiembre de 1989 |
| (17490) 1991 UC3  | 31 de octubre de 1991    |
| (17491) 1991 UM3  | 31 de octubre de 1991    |
| (17513) 1992 UM2  | 19 de octubre de 1992    |
| (17514) 1992 UA1  | 19 de octubre de 1992    |
| (17517) 1992 WZ3  | 21 de noviembre de 1992  |
| (17613) 1995 UP7  | 27 de octubre de 1995    |
| (17621) 1995 WD1  | 16 de noviembre de 1995  |
| (17626) 1996 AG2  | 12 de enero de 1996      |
| (17661) 1996 VW7  | 3 de noviembre de 1996   |
| (17662) 1996 VG30 | 7 de noviembre de 1996   |
| (17663) 1996 VK30 | 7 de noviembre de 1996   |
| (17664) 1996 VP30 | 7 de noviembre de 1996   |
| (18378) 1991 UX2  | 31 de octubre de 1991    |
| (18401) 1992 WE4  | 21 de noviembre de 1992  |
| (18459) 1995 FD1  | 28 de marzo de 1995      |
| (18470) 1995 UX44 | 27 de octubre de 1995    |

| (18487) 1996 AU3  | 13 de enero de 1996      |
| (18515) 1996 TL14 | 9 de octubre de 1996     |
| (18525) 1996 VO8  | 7 de noviembre de 1996   |
| (18526) 1996 VB30 | 7 de noviembre de 1996   |
| (18527) 1996 VJ30 | 7 de noviembre de 1996   |
| (18652) 1998 FD15 | 21 de marzo de 1998      |
| (18741) 1998 WB6  | 18 de noviembre de 1998  |
| (19211) 1993 DM2  | 21 de febrero de 1993    |
| (19256) 1994 WA4  | 28 de noviembre de 1994  |
| (19285) 1996 CM9  | 12 de febrero de 1996    |
| (19305) 1996 TH10 | 9 de octubre de 1996     |
| (19519) 1998 WB8  | 18 de noviembre de 1998  |
| (20018) 1991 UJ2  | 29 de octubre de 1991    |
| (20039) 1992 WJ2  | 16 de noviembre de 1992  |
| (20097) 1994 UL2  | 31 de octubre de 1994    |
| (20099) 1994 WB3  | 28 de noviembre de 1994  |
| (20110) 1995 SS2  | 20 de septiembre de 1995 |
| (20154) 1996 TO10 | 9 de octubre de 1996     |
| (20170) 1996 VM30 | 7 de noviembre de 1996   |
| (21019) 1988 VC2  | 2 de noviembre de 1988   |
| (21084) 1991 UV3  | 31 de octubre de 1991    |
| (21085) 1991 UL4  | 18 de octubre de 1991    |
| (21119) 1992 UJ2  | 19 de octubre de 1992    |
| (21165) 1993 VF2  | 11 de noviembre de 1993  |
| (21216) 1994 UZ1  | 31 de octubre de 1994    |
| (21218) 1994 VP7  | 7 de noviembre de 1994   |
| (21242) 1995 WZ41 | 25 de noviembre de 1995  |
| (21253) 1996 AX3  | 13 de enero de 1996      |
| (21279) 1996 TS10 | 9 de octubre de 1996     |
| (21297) 1996 VW29 | 7 de noviembre de 1996   |
| (21298) 1996 VX29 | 7 de noviembre de 1996   |
| (21597) 1998 WA8  | 18 de noviembre de 1998  |
| (22289) 1988 XV1  | 11 de diciembre de 1988  |
| (22298) 1990 EJ2  | 2 de marzo de 1990       |
| (22349) 1992 UH2  | 19 de octubre de 1992    |
| (22353) 1992 UA6  | 28 de octubre de 1992    |
| (22408) 1995 SC3  | 20 de septiembre de 1995 |
| (22445) 1996 TT14 | 9 de octubre de 1996     |
| (22452) 1996 VD8  | 3 de noviembre de 1996   |
| (23447) 1987 VG2  | 15 de noviembre de 1987  |
| (23499) 1991 VY12 | 11 de noviembre de 1991  |
| (23518) 1992 SP1  | 20 de septiembre de 1992 |
| (23522) 1992 WC9  | 18 de noviembre de 1992  |
| (23523) 1993 AQ2  | 13 de enero de 1993      |
| (23592) 1995 UB47 | 27 de octubre de 1995    |
| (24668) 1988 TV2  | 13 de octubre de 1988    |
| (24669) 1988 VV2  | 2 de noviembre de 1988   |
| (24670) 1988 VA5  | 14 de noviembre de 1988  |
| (24724) 1991 UN2  | 18 de octubre de 1991    |
| (24725) 1991 UD3  | 31 de octubre de 1991    |

| (24727) 1991 VD1       | 4 de noviembre de 1991   |
| (24752) 1992 UN2       | 19 de octubre de 1992    |
| (24755) 1992 UQ6       | 28 de octubre de 1992    |
| (24795) 1994 AC17      | 5 de enero de 1994       |
| (24815) 1994 VQ6       | 7 de noviembre de 1994   |
| (24831) 1995 SX4       | 21 de septiembre de 1995 |
| (24849) 1995 WQ41      | 16 de noviembre de 1995  |
| (25286) 1998 WC8       | 18 de noviembre de 1998  |
| (26093) 1987 UA1       | 25 de octubre de 1987    |
| (26121) 1992 BX2       | 28 de enero de 1992      |
| (26159) 1994 WN3       | 28 de noviembre de 1994  |
| (26824) 1988 TW1       | 13 de octubre de 1988    |
| (26843) 1991 UK1       | 28 de octubre de 1991    |
| (26847) 1992 DG2       | 25 de febrero de 1992    |
| (26854) 1992 WB2       | 16 de noviembre de 1992  |
| (27111) 1998 VV34      | 12 de noviembre de 1998  |
| (27112) 1998 VC35      | 12 de noviembre de 1998  |
| (27768) 1991 UV1       | 29 de octubre de 1991    |
| (27769) 1991 UA3       | 31 de octubre de 1991    |
| (27770) 1991 VF1       | 4 de noviembre de 1991   |
| (27788) 1993 AS2       | 13 de enero de 1993      |
| (27793) 1993 FL1       | 25 de marzo de 1993      |
| (27828) 1994 AY2       | 12 de enero de 1994      |
| (27850) 1994 UD2       | 31 de octubre de 1994    |
| (27860) 1995 BV2       | 27 de enero de 1995      |
| (27912) 1996 TJ14      | 9 de octubre de 1996     |
| (29139) 1988 CP2       | 15 de febrero de 1988    |
| (29145) 1988 FE2       | 16 de marzo de 1988      |
| (29147) 1988 GG2       | 11 de abril de 1988      |
| (29155) 1988 XE2       | 2 de diciembre de 1988   |
| (29156) 1989 CH{{{2}}} | 3 de febrero de 1989     |
| (29165) 1989 UK1       | 26 de octubre de 1989    |
| (29215) 1991 UE2       | 18 de octubre de 1991    |
| (29217) 1991 VV12      | 4 de noviembre de 1991   |
| (29219) 1992 BJ2       | 24 de enero de 1992      |
| (29228) 1992 EC2       | 2 de marzo de 1992       |
| (29253) 1993 DN2       | 21 de febrero de 1993    |
| (29254) 1993 FR1       | 25 de marzo de 1993      |
| (29313) 1994 CR2       | 4 de febrero de 1994     |
| (29338) 1995 AV2       | 2 de enero de 1995       |
| (29422) 1997 AH21      | 9 de enero de 1997       |
| (29423) 1997 AF22      | 9 de enero de 1997       |
| (29480) 1997 VO1       | 1 de noviembre de 1997   |
| (30800) 1989 ST2       | 29 de septiembre de 1989 |
| (30839) 1991 GH1       | 11 de abril de 1991      |
| (30853) 1991 UH3       | 31 de octubre de 1991    |
| (30859) 1992 BM2       | 28 de enero de 1992      |
| (30878) 1992 GQ2       | 3 de abril de 1992       |
| (30887) 1992 WL2       | 18 de noviembre de 1992  |
| (30960) 1994 UV2       | 26 de octubre de 1994    |

| (30976) 1995 FH1  | 28 de marzo de 1995     |
| (31003) 1995 WQ2  | 16 de noviembre de 1995 |
| (31062) 1996 TP10 | 9 de octubre de 1996    |
| (31073) 1996 VV29 | 7 de noviembre de 1996  |
| (31148) 1997 UO8  | 23 de octubre de 1997   |
| (31425) 1999 BF3  | 16 de enero de 1999     |
| (32784) 1989 AR2  | 4 de enero de 1989      |
| (32826) 1992 DC1  | 26 de febrero de 1992   |
| (32845) 1992 FU1  | 26 de marzo de 1992     |
| (32942) 1995 UD7  | 27 de octubre de 1995   |
| (35063) 1988 FD2  | 16 de marzo de 1988     |
| (35109) 1991 XM2  | 4 de diciembre de 1991  |
| (35145) 1993 AM2  | 13 de enero de 1993     |
| (35186) 1993 VV1  | 11 de noviembre de 1993 |
| (35187) 1993 VW1  | 11 de noviembre de 1993 |
| (35188) 1993 VP3  | 11 de noviembre de 1993 |
| (35375) 1997 VP1  | 1 de noviembre de 1997  |
| (35684) 1999 BO5  | 16 de enero de 1999     |
| (37564) 1988 TR3  | 13 de octubre de 1988   |
| (37593) 1991 UJ2  | 18 de octubre de 1991   |
| (37595) 1991 UZ1  | 29 de octubre de 1991   |
| (37639) 1993 VR1  | 11 de noviembre de 1993 |
| (37740) 1996 VU29 | 7 de noviembre de 1996  |
| (39634) 1994 WM2  | 28 de noviembre de 1994 |
| (39665) 1995 WU6  | 16 de noviembre de 1995 |
| (39701) 1996 TF10 | 9 de octubre de 1996    |
| (39702) 1996 TZ10 | 9 de octubre de 1996    |
| (39704) 1996 TG15 | 9 de octubre de 1996    |
| (39709) 1996 TH48 | 9 de octubre de 1996    |
| (39722) 1996 VY7  | 3 de noviembre de 1996  |
| (42483) 1990 VM1  | 12 de noviembre de 1990 |
| (42502) 1993 CS1  | 10 de febrero de 1993   |
| (42560) 1996 VL30 | 7 de noviembre de 1996  |
| (43771) 1988 TJ2  | 3 de octubre de 1988    |
| (43772) 1988 TV1  | 13 de octubre de 1988   |
| (43814) 1991 UE1  | 18 de octubre de 1991   |
| (43826) 1992 UC6  | 28 de octubre de 1992   |
| (43874) 1994 VZ6  | 7 de noviembre de 1994  |
| (43905) 1995 WC1  | 16 de noviembre de 1995 |
| (43920) 1996 CJ2  | 12 de febrero de 1996   |
| (46571) 1991 VG1  | 4 de noviembre de 1991  |
| (46587) 1992 UJ1  | 22 de octubre de 1992   |
| (46635) 1994 WK2  | 28 de noviembre de 1994 |
| (46636) 1994 WD3  | 28 de noviembre de 1994 |
| (46639) 1995 BN4  | 28 de enero de 1995     |
| (46641) 1995 EY2  | 5 de marzo de 1995      |
| (46992) 1998 TZ17 | 12 de octubre de 1998   |
| (48423) 1988 WA2  | 17 de noviembre de 1988 |
| (48439) 1989 WR2  | 20 de noviembre de 1989 |
| (48474) 1991 UR2  | 18 de octubre de 1991   |

| (48475) 1991 UD2   | 29 de octubre de 1991    |
| (48476) 1991 UP3   | 31 de octubre de 1991    |
| (48479) 1991 XF2   | 4 de diciembre de 1991   |
| (48493) 1992 WG2   | 16 de noviembre de 1992  |
| (48494) 1992 WM2   | 16 de noviembre de 1992  |
| (48596) 1994 VY6   | 7 de noviembre de 1994   |
| (48609) 1995 DE14  | 19 de febrero de 1995    |
| (48644) 1995 UG7   | 27 de octubre de 1995    |
| (48647) 1995 UT8   | 27 de octubre de 1995    |
| (48658) 1995 WT1   | 16 de noviembre de 1995  |
| (49345) 1998 WH4   | 18 de noviembre de 1998  |
| (52343) 1992 WX1   | 18 de noviembre de 1992  |
| (52470) 1995 ST2   | 20 de septiembre de 1995 |
| (52533) 1996 TJ10  | 9 de octubre de 1996     |
| (52540) 1996 TJ48  | 9 de octubre de 1996     |
| (52634) 1997 WR28  | 24 de noviembre de 1997  |
| (53022) 1998 VU44  | 12 de noviembre de 1998  |
| (53030) 1998 WC7   | 18 de noviembre de 1998  |
| (55738) 1988 VG3   | 14 de noviembre de 1988  |
| (58219) 1992 WZ2   | 18 de noviembre de 1992  |
| (58333) 1994 UL1   | 25 de octubre de 1994    |
| (58626) 1997 VF5   | 1 de noviembre de 1997   |
| (59096) 1998 WT3   | 18 de noviembre de 1998  |
| (65687) 1990 VO1   | 12 de noviembre de 1990  |
| (65713) 1992 UQ1   | 19 de octubre de 1992    |
| (65714) 1992 VR2   | 2 de noviembre de 1992   |
| (65715) 1992 WV1   | 16 de noviembre de 1992  |
| (65765) 1994 UR1   | 25 de octubre de 1994    |
| (69377) 1994 WJ3   | 28 de noviembre de 1994  |
| (69418) 1995 WX42  | 25 de noviembre de 1995  |
| (69942) 1998 UC31  | 25 de octubre de 1998    |
| (69962) 1998 VX34  | 12 de noviembre de 1998  |
| (69976) 1998 WD6   | 18 de noviembre de 1998  |
| (73675) 1988 CF2   | 8 de febrero de 1988     |
| (73678) 1988 TY2   | 13 de octubre de 1988    |
| (73708) 1992 DV2   | 25 de febrero de 1992    |
| (73855) 1996 VE30  | 7 de noviembre de 1996   |
| (74354) 1998 WA6   | 18 de noviembre de 1998  |
| (79206) 1993 VX1   | 11 de noviembre de 1993  |
| (79299) 1995 WS2   | 16 de noviembre de 1995  |
| (79827) 1998 WU3   | 18 de noviembre de 1998  |
| (85191) 1991 RP4   | 7 de septiembre de 1991  |
| (85415) 1996 VE38  | 3 de noviembre de 1996   |
| (90776) 1993 VW2   | 11 de noviembre de 1993  |
| (90829) 1995 UY5   | 21 de octubre de 1995    |
| (91022) 1998 DV31  | 19 de febrero de 1998    |
| (96181) 1988 VW2   | 8 de noviembre de 1988   |
| (100011) 1988 VE3  | 11 de noviembre de 1988  |
| (134363) 1994 VG3  | 7 de noviembre de 1994   |
| (136829) 1997 SL32 | 30 de septiembre de 1997 |

| (150113) 1991 VX4                         | 4 de noviembre de 1991  |
| (150138) 1995 WR1                         | 16 de noviembre de 1995 |
| (155370) 1988 TX2                         | 13 de octubre de 1988   |
| (181703) 1988 TS2                         | 13 de octubre de 1988   |
| (181706) 1991 UY3                         | 13 de octubre de 1991   |
| Todos descubiertos junto a Hiroshi Kaneda |                         |